# حسناوا (بوكان)
قرية حسناوا (بالكردية: حەسناوا) هي إحدى القرى التابعة لـفيض الله بغي في ريف قسم مركزي من مقاطعة بوكان، في محافظة أذربیجان الغربیة الإيرانية.

## السكان
حسب إحصاءات سنة 2006، بلغ إجمالي السكان في حسناوا 89 نسمة وعدد المساكن 17 مسكن. لغة سكان حسناوا هي اللغة الكردية و هم من أهل السنة والجماعة والمذهب الشافعي.